# Дубовский сельский совет (Херсонская область)
Дубовский сельский совет (укр. Дубівська сільська рада) — входит в состав
Горностаевского района
Херсонской области
Украины.
Административный центр сельского совета находится в 
с. Дубовка
.

## История
- 1943 — дата образования.

## Населённые пункты совета
- с. Дубовка
- с. Запорожское